# تلویزیون روژ
کانال تلویزیونی روژ (Roj TV) در سال ۲۰۰۴ تأسیس شد. به زبان‌های کردی، ترکی، زبان زازاکی، عربی، آسوری و فارسی برنامه‌های خود را پخش می‌نماید. البته این تلویزیون در اصل یک تلویزیون کردی زبان است.
واژه کردی «روژ» (Roj) در اینجا به معنی «روز» است
برنامه‌های روژ تی‌وی به جز در کردستان، در تمامی خاورمیانه، اروپا و آفریقای شمالی قابل دریافت است. مرکز تلویزیون روژ در شهر کوپنهاگ دانمارک است. این تلویزیون شرکتی خبررسانی است که در راستای منافع فرهنگی کردها تأسیس شده‌است.
این تلویزیون از سیاست‌های هیچ دولتی یا جریانی پشتیبانی نمی‌کند. برنامه‌های آن بر اساس معیارهای دانمارک و اروپا ساخته می‌شود. ساخت برنامه‌های آن در بلژیک است.
این کانال تلویزیونی در ۲۱ فوریه ۲۰۰۳ برنامه‌های آزمایشی خود و در ۱ مارس ۲۰۰۳ برنامه‌های عادی خود را آغاز نمود. از ماه مه ۲۰۰۴ برنامه‌های آن از طریق اینترنت به صورت زنده قابل دریافت است.
برنامه‌های روژتی‌وی متنوع است و موضوعات مختلفی از جمله اخبار، برنامه‌های مستند، فیلم، برنامه‌های فرهنگی، ترانه، برنامه‌های مربوط به کودکان و غیره را شامل می‌شود.